# Piratosaurus
Piratosaurus plicatus
Genre
Espèce
Piratosaurus est un genre fossile de plésiosaures uniquement représenté par son espèce type, Piratosaurus plicatus, espèce douteuse reclassée parmi ces plésiosaures depuis 1962.

## Description
Piratosaurus (qui signifie « lézard pirate multiplié ») est un genre douteux de plésiosaures, appartenant peut-être aux Polycotylidae qui est connu exclusivement de l'espèce type Piratosaurus plicatus, nommée et décrite par Joseph Leidy en 1865.
Elle n'est connue que par l'holotype, USNM V 1000, une dent découverte dans des roches du Crétacé supérieur du bassin de la rivière Rouge au Manitoba ; au moins un chercheur a supposé à tort qu'il avait été trouvé au Minnesota.

## Classification
Le genre genre Piratosaurus et l'espèce type Piratosaurus plicatus sont décrits en 1865 par le paléontologue américain Joseph Leidy,, .

### Nomen vanum depuis 1962
Il est considéré comme un nomen vanum depuis 1962 par Samuel Paul Welles, et encore affecté aux Plesiosauria en 2002 par Jack Sepkoski dans un ouvrage posthume.

### Publication originale
- [1865] (en) Joseph Leidy, « Cretaceous reptiles of the United States », Smithsonian Contributions to Knowledge, États-Unis, vol. 14, no 6,‎ 1865, p. 1-135 (ISSN 0096-9354, lire en ligne, consulté le 28 juin 2024). .